# Giochi della II Olimpiade
I Giochi della II Olimpiade (in francese Jeux de la IIe olympiade), noti anche come Parigi 1900, si sono svolti a Parigi, in Francia, dal 14 maggio al 28 ottobre 1900.
In occasione del I Congresso Olimpico del 1894, il barone de Coubertin propose che i Giochi olimpici del 1900 fossero assegnati in modo che si tenessero contemporaneamente all'Esposizione universale già programmata per quell'anno nella capitale francese. All'Olimpiade, alla quale parteciparono circa mille atleti, provenienti da 28 nazioni, poterono gareggiare, per la prima volta nella storia dei Giochi olimpici, le donne; così Charlotte Cooper divenne la prima campionessa olimpica.
La maggior parte dei vincitori nel 1900 non ricevettero medaglie, ma coppe e trofei di varia natura. I professionisti poterono gareggiare solo nella scherma e ad Albert Ayat, che vinse sia la gara di spada per amatori, sia quella per maestri, venne assegnato un premio di 3 000 franchi. Si tennero alcuni eventi insoliti, per l'unica volta nella storia dei Giochi olimpici, tra i quali si annoverano i salti equestri in alto e in lungo, il nuoto ad ostacoli, il cricket ed il tiro al piccione vivo.

## Assegnazione

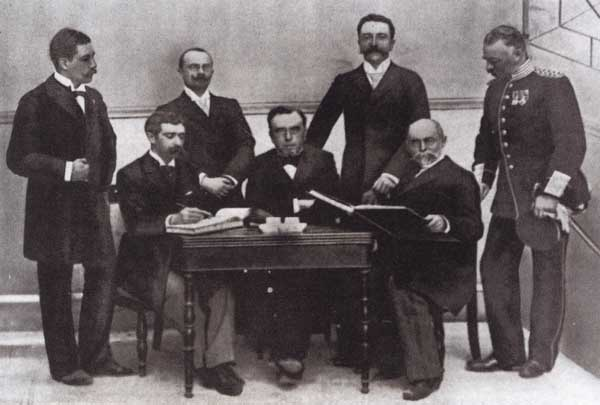
Alcuni membri del primo Comitato Olimpico Internazionale. Dietro: Gebhardt (Germania), Guth-Jarkovsky (Boemia), Kemeny (Ungheria), Balck (Svizzera). Seduti: de Coubertin, Vikélas al centro, Boutowsky (Russia).

La scelta di restaurare l'antica tradizione olimpica e di selezionare la città che avrebbe dovuto ospitare la prima edizione delle olimpiadi moderne venne ufficialmente dichiarata durante il I Congresso Olimpico, organizzato da Pierre de Coubertin ed avvenuto nell'anfiteatro dell'Università della Sorbona di Parigi, dal 16 al 23 giugno 1894. L'incontro ebbe un forte carattere internazionale, dovuto alla presenza di molti illustri personaggi; al primo giorno di lavori parteciparono infatti circa 2.000 persone. Vi erano in tutto 78 delegati, che rappresentavano quarantanove club sportivi delle tredici maggiori potenze mondiali. Furono presenti, tra gli altri, il re del Belgio Leopoldo II, il principe di Galles Edoardo, il principe ereditario greco Costantino, William Penny Brookes e Ioannis Fokianos.

Su proposta dello storico francese, la prima Olimpiade della storia contemporanea venne assegnata alla capitale francese, durante l'Esposizione universale, nel 1900; fu di fatto l'unica città candidata ad ospitare questa prima manifestazione. Per timore che un periodo di attesa di sei anni, come ipotizzato inizialmente da de Coubertin, potesse far diminuire l'interesse del pubblico riguardo alla manifestazione, si preferì organizzare un evento olimpico già nel 1896, che venne assegnato ad Atene, dopo una discussione con Dīmītrios Vikelas, un dirigente sportivo che rappresentava la Grecia al congresso parigino. Dunque i Giochi della II Olimpiade sarebbero dovuti invece essere la prima edizione dei giochi olimpici moderni. 

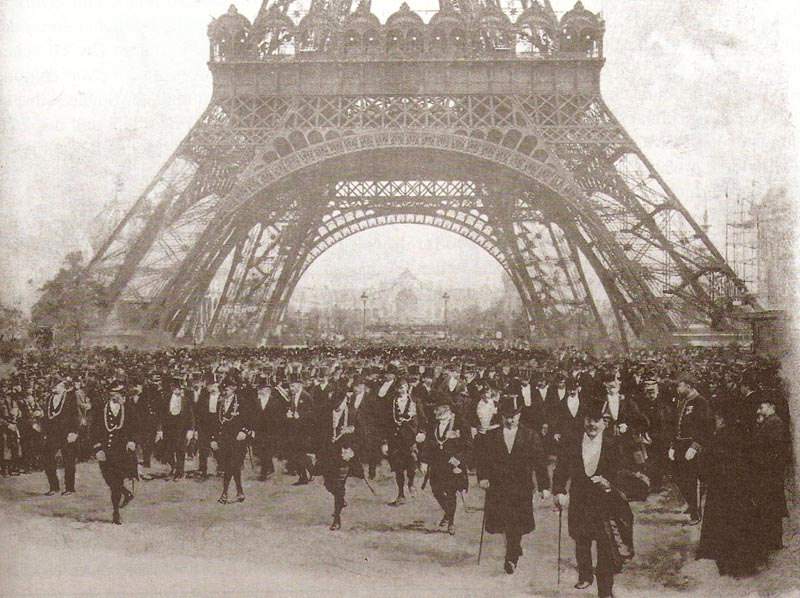
Apertura ufficiale dell'Esposizione Universale di Parigi, avvenuta il 14 aprile 1900

 In questo congresso inoltre venne istituito il Comitato Olimpico Internazionale, composto da Vikélas, che assunse su proposta di de Coubertin la carica di presidente, e da altri tredici membri; il criterio ispiratore della nomina era che la presidenza del CIO spettasse, per il quadriennio, alla nazione organizzatrice dei Giochi; quindi dal 1896, de Coubertin fu presidente di questa associazione, carica che, nonostante le ipotesi iniziali, mantenne fino al 1925.
Al termine della manifestazione che, nonostante le gare non fossero di alto profilo tecnico, venne ricordata come un grande successo organizzativo per merito soprattutto dell'entusiasmo degli spettatori greci, venne ufficializzata la richiesta, da parte di re Giorgio I di Grecia ma anche di alcuni atleti statunitensi, di mantenere sempre la manifestazione ad Atene. De Coubertin ed il CIO furono comunque contrari, rimanendo sull'idea originale di assegnare i Giochi olimpici ad una città sempre diversa.

## Sviluppo e preparazione

### Organizzazione

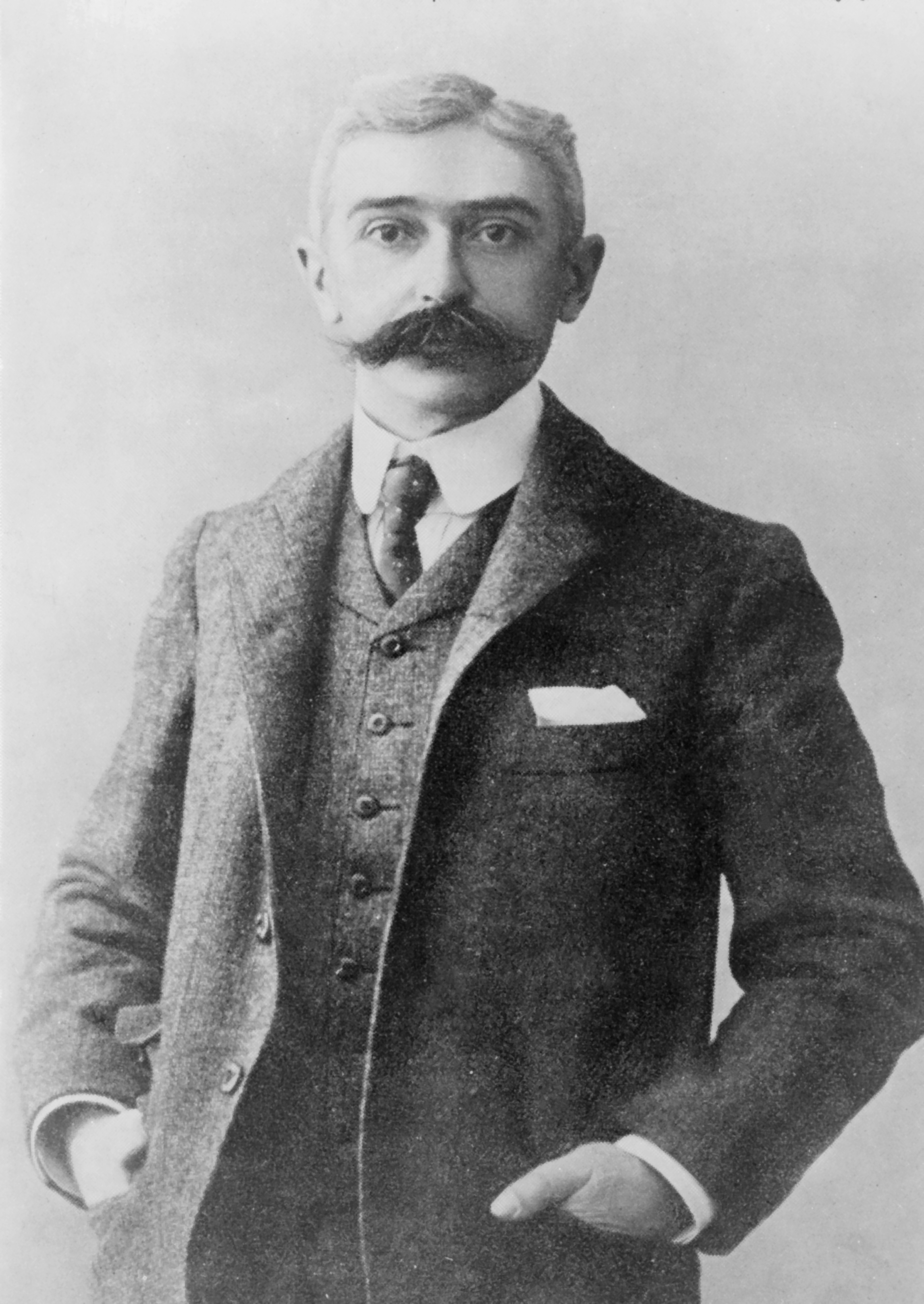
Il barone Pierre de Coubertin.

Alcuni mesi prima del I Congresso Olimpico, Pierre de Coubertin, in una conversazione con Alfred Picard, direttore generale dell'Esposizione di Parigi del 1900, ipotizzò di tenere i Giochi olimpici in collegamento con la Fiera Mondiale, cosa che non trovò il consenso di Picard, che considerava invece lo sport, così come l'organizzazione dell'Olimpiade, come un "inutile e assurda attività"; anche il presidente francese Félix Faure fu indifferente a questa proposta; i Giochi olimpici di Parigi del 1900 si svolsero comunque durante l'Esposizione Universale. Il barone de Coubertin riteneva che questo avrebbe potuto contribuire ad avvicinare il pubblico ai Giochi; presentò inoltre degli elaborati progetti per ricostruire l'antico sito di Olimpia, con statue, templi, stadi e palestre.
Venne formato un comitato per l'organizzazione dei Giochi, costituito da alcuni dei più capaci dirigenti sportivi dell'epoca e fu redatto un programma provvisorio. Il 9 novembre 1898, l'Union des sociétés françaises de sports athlétiques (USFSA) comunicò che avrebbe avuto il diritto esclusivo di organizzare qualsiasi evento sportivo svolto durante la Fiera Mondiale. Questa minaccia portò alle dimissioni del visconte Charles de La Rochefoucauld, che era stato nominato presidente del comitato organizzatore, che non voleva essere coinvolto nella battaglia politica. Pierre de Coubertin, che era il segretario generale del USFSA, fu invitato a dimettersi da questa carica.
Il CIO cedette il controllo dei giochi ad una nuova commissione che doveva controllare ogni attività sportiva collegata all'Esposizione universale. Nel 1899 Alfred Picard nominò il generale Baillod presidente del nuovo comitato e Daniel Merillon, capo della Federazione francese di tiro, vicepresidente; ogni disciplina aveva poi un proprio sotto-comitato. In un rapporto ufficiale del 2 settembre 1894, Merillon mostrò che i costi necessari per l'organizzazione delle gare, qualora il numero di discipline restasse immutato, sarebbero stati pari a 4 921 000 franchi che, con la costruzione di strutture d'accoglienza e delle tribune, sarebbero saliti a circa 5 400 000 franchi. Capendo che il governo non avrebbe mai consegnato tale cifra agli organizzatori, Merillon pubblicò allora un calendario di eventi completamente diverso da quello precedente, caratterizzato dalla netta riduzione delle competizioni; questo consentiva una spesa di circa 2 500 000 franchi, comprese i costi per le tribune. Tuttavia, molti atleti che avevano fatto dei progetti per gareggiare, basandosi su quanto deciso dal programma originale, si ritirarono, rifiutando di trattare con il nuovo comitato.

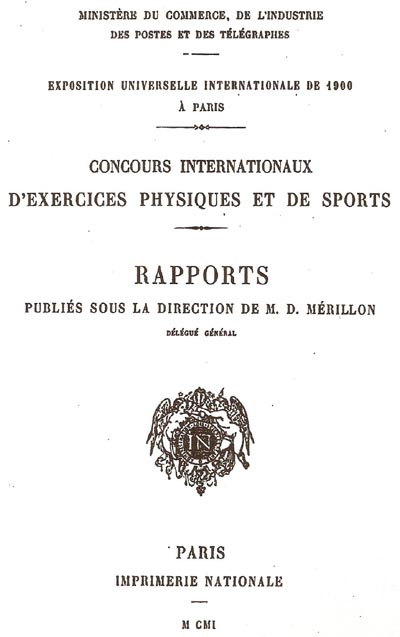
Copertina del rapporto ufficiale su Parigi 1900

Lo sforzo economico del governo francese si concentrò prevalentemente sull'organizzazione dell'esposizione universale; de Coubertin, inoltre, incontrò l'ostracismo delle autorità sportive francesi, che mosse da sciovinismo nazionale, non accettavano i suoi sforzi per internazionalizzare l'avvenimento e per introdurre in Francia il concetto di sport come modello educativo, sull'esempio dei college inglesi.
Tra il maggio e l'ottobre 1900, il nuovo comitato organizzatore organizzò comunque un enorme numero di attività sportive, a fianco all'esposizione, la maggior parte delle quali concentrate nel XII arrondissement di Parigi, per favorire l'espansione orientale della capitale francese. Raramente per questi eventi sportivi venne usato il termine "Olimpici". Infatti il termine "Giochi Olimpici" è stato sostituito da "Concours Internationaux d'exercises physiques et de sport" ("Concorsi internazionali d'esercizi fisici e dello sport") nella relazione ufficiale degli eventi sportivi dell'Exposition Universelle.
Non vennero organizzate né la cerimonia d'apertura, né quella di chiusura, per l'associazione dell'Olimpiade con l'Expo. I giudici, che erano sia francesi sia stranieri, erano direttamente nominati da Picard. Il regolamento dei Giochi olimpici consentì, per la prima volta, la partecipazione delle donne alle competizioni, ma solo in cinque discipline: tennis, vela, equitazione, golf e croquet. Su un totale di 997 atelti, 22 erano donne. Il barone de Coubertin, influenzato dalla cultura dell'età vittoriana, in cui il genere femminile era considerato inferiore rispetto a quello maschile, e dalla tradizione dei Giochi olimpici antichi (in cui solo gli uomini erano autorizzati a partecipare agli eventi, con l'esclusione di donne, schiavi e barbaroi, ovvero non greci), aveva impedito la loro presenza ai Giochi della I Olimpiade; credeva che "la partecipazione di atleti donne fosse un male per l'atleta di sesso maschile, e che le sportive dovessero essere escluse dal programma olimpico".
La decisione di tenere le competizioni esclusivamente la domenica portò alle proteste ufficiali da parte degli atleti statunitensi, che parteciparono come rappresentanti dei rispettivi collegi e preferirono ritirarsi piuttosto che gareggiare durante il giorno di riposo, dedicato a Dio. In seguito, de Coubertin disse ad un amico: "È un miracolo che il Movimento Olimpico sopravvisse a questa manifestazione".

### Sedi di gara

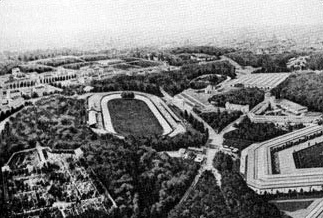
Velodromo di Vincennes

#### Parigi
- Velodromo di Vincennes - Atletica leggera, calcio, cricket, rugby, ciclismo, aerostazione
- Bois de Boulogne - Atletica leggera, Croquet, tiro al piccione, polo, pompieri
- Giardini del Lussemburgo - Longue paume
- Bois de Vincennes - ginnastica, tiro a segno
- I giardini delle Tuileries - Scherma (spada)
- Senna - Nuoto
- Société hippique française, Place de Breteuil - Equitazione
- Grand Palais - Scherma (fioretto e sciabola)
- Galleria nazionale dello Jeu de Paume, Palazzo delle Tuileries - Courte paume

#### Altre sedi
- Île Seguin, Boulogne-Billancourt - Tiro a segno
- Versailles - Tiro a segno
- Le Havre - Nuoto
- Circolo di Puteaux - Tennis
- Bocciodromo di Saint-Mandé, Saint-Mandé - Bocce
- Société des sports de Compiègne, Compiègne - Golf
- Campo di regata del Cercle de la Voile de Paris a Meulan-en-Yvelines - Vela

## I Giochi

### Paesi ed atleti partecipanti
- Argentina 1
- Australia 2
- Austria 13
- Belgio 78
- Boemia 7
- Cuba 1
- Danimarca 13
- Francia 720
- Germania 76
- Gran Bretagna 102
- Grecia 3
- Haiti 2
- India 1
- Iran 1
- Italia 24
- Messico 4
- Paesi Bassi 29
- Norvegia 7
- Perù 1
- Romania 1
- Russia 4
- Spagna 8
- Svezia 10
- Svizzera 18
- Stati Uniti 75
- Ungheria 20

Parteciparono anche atleti di altre nazionalità, che però gareggiarono sotto la bandiera di altri paesi:
- Canada 2
- Lussemburgo 1
- Colombia 1
- Nuova Zelanda 1

### Discipline
| Sport             | Disciplina       | Maschile | Femminile | Misti | Totali |
| ----------------- | ---------------- | -------- | --------- | ----- | ------ |
| Atletica leggera  | Atletica leggera | 24       |           |       | 24     |
| Calcio            | Calcio           | 1        |           |       | 1      |
| Canottaggio       | Canottaggio      | 5        |           |       | 5      |
| Ciclismo          | Ciclismo         | 2        |           |       | 2      |
| Cricket           | Cricket          | 1        |           |       | 1      |
| Croquet           | Croquet          | 3        |           |       | 3      |
| Equitazione       | Equitazione      | 5        |           |       | 5      |
| Ginnastica        | Ginnastica       | 1        |           |       | 1      |
| Golf              | Golf             | 1        | 1         |       | 2      |
| Sport acquatici   | Nuoto            | 7        |           |       | 7      |
| Sport acquatici   | Pallanuoto       | 1        |           |       | 1      |
| Sport acquatici   | Totale           | 8        |           |       | 8      |
| Palla basca       | Palla basca      | 1        |           |       | 1      |
| Polo              | Polo             | 1        |           |       | 1      |
| Rugby a 15        | Rugby a 15       | 1        |           |       | 1      |
| Scherma           | Scherma          | 7        |           |       | 7      |
| Tennis            | Tennis           | 2        | 1         | 1     | 4      |
| Tiro              | Tiro             | 9        |           |       | 9      |
| Tiro alla fune    | Tiro alla fune   | 1        |           |       | 1      |
| Tiro con l'arco   | Tiro con l'arco  | 6        |           |       | 6      |
| Vela              | Vela             | 7        |           | 3     | 10     |
| Totale (19 sport) | (20 discipline)  | 86       | 2         | 4     | 90     |

## Medagliere
Nazione ospitante 
| Pos.   | Paese            | Oro | Argento | Bronzo | Totale |
| ------ | ---------------- | --- | ------- | ------ | ------ |
| 1      | Francia          | 26  | 41      | 34     | 101    |
| 2      | Stati Uniti      | 19  | 14      | 14     | 47     |
| 3      | Gran Bretagna    | 15  | 6       | 9      | 30     |
| 4      | Squadra mista    | 6   | 3       | 3      | 12     |
| 5      | Svizzera         | 6   | 2       | 1      | 9      |
| 6      | Belgio           | 5   | 5       | 5      | 15     |
| 7      | Germania         | 4   | 2       | 2      | 8      |
| 8      | Italia           | 3   | 2       | 0      | 5      |
| 9      | Australia        | 2   | 0       | 3      | 5      |
| 10     | Danimarca        | 1   | 3       | 2      | 6      |
| 11     | Ungheria         | 1   | 2       | 2      | 5      |
| 12     | Cuba             | 1   | 1       | 0      | 2      |
| 13     | Canada           | 1   | 0       | 1      | 2      |
| 14     | Spagna           | 1   | 0       | 0      | 1      |
| 15     | Austria          | 0   | 3       | 3      | 6      |
| 16     | Norvegia         | 0   | 2       | 3      | 5      |
| 17     | India Britannica | 0   | 2       | 0      | 2      |
| 18     | Paesi Bassi      | 0   | 1       | 3      | 4      |
| 19     | Boemia           | 0   | 1       | 1      | 2      |
| 20     | Messico          | 0   | 0       | 1      | 1      |
| 20     | Svezia           | 0   | 0       | 1      | 1      |
| Totale | Totale           | 90  | 90      | 88     | 268    |